# Tom Scott
Tom Scott (ur. 1947 w Wellington) – nowozelandzki autor kreskówek i komiksów.

## Twórczość
- Tom Scott's life and times (1977)
- Overseizure : the saga of a New Zealand family abroad  (1978)
- Snakes and leaders (1981)
- Ten years inside (1985)
- Private parts : lost property from the last 16 years (1990)
- In a jugular vein : a collection of cartoons and comments (1991)